# Lệnh Hồ Xung
Lệnh Hồ Xung (令狐沖, Lìnghú Chōng) là nhân vật chính trong tiểu thuyết kiếm hiệp của nhà văn Kim Dung, xuất hiện trong bộ tiểu thuyết Tiếu ngạo giang hồ. Lệnh Hồ Xung có sở trường sử dụng kiếm thuật với bí kíp Độc cô cửu kiếm và là một trong những nhân vật được nhiều người yêu thích nhất trong các nhân vật chính trong các tiểu thuyết của nhà văn Kim Dung.

## Cuộc đời của Lệnh Hồ Xung
Lệnh Hồ Xung vốn là một đứa trẻ mồ côi lang thang, được vợ chồng Nhạc Bất Quần (chưởng môn phái Hoa Sơn khi đó), Ninh Trung Tắc đem về nuôi nấng dạy dỗ và trở thành đại đệ tử của Nhạc Bất Quần. Lệnh Hồ Xung có phong thái lãng tử, trí thông minh tuyệt vời cùng với tính tình phóng khoáng thích tự do và rất kính trọng vợ chồng Nhạc Bất Quần. Lệnh Hồ Xung có một tính cách đặc biệt là ham uống rượu, đánh bạc, yêu rượu như tính mạng mình. Nhờ tính tình phóng khoáng, Lệnh Hồ Xung đã kết thân với rất nhiều kỳ nhân dị sĩ giang hồ.
Lớn lên cùng con gái của vợ chồng Nhạc Bất Quần là Nhạc Linh San, Lệnh Hồ Xung đã yêu nàng và mơ được cùng sánh đôi với Nhạc Linh San. Nhưng sau nhiều biến cố, Nhạc Linh San đã yêu Lâm Bình Chi khiến Lệnh Hồ Xung chán nản, thất tình. Nàng lấy Lâm Bình Chi khi Lâm Bình Chi đã tự thiến (dẫn đao tự cung) để luyện Tịch tà kiếm phổ. Biết chồng mình không còn là đàn ông nữa, Nhạc Linh San đau đớn nhớ thương chàng Lệnh Hồ Xung. Cô đã đề lên trên tấm vải một bài thơ của danh sĩ Lý Thương Ẩn, mượn thơ người để biểu đạt tâm trạng của mình:
Nhớ xưa luyến ái Hàn công tử
Xương trắng thành tro hận chửa tan.
Ngày Nhạc Linh San chết đi, Lệnh Hồ Xung trở về núi Hoa Sơn. Anh vào căn phòng riêng của Nhạc Linh San và đọc được hai câu thơ ấy, biết được tâm trạng Nhạc Linh San và cảm thấy thương yêu cô gái bất hạnh hơn bao giờ hết. Khi lưu lạc giang hồ, chàng đã yêu Nhậm Doanh Doanh, con gái của Nhậm Ngã Hành - giáo chủ Nhật Nguyệt thần giáo. Lệnh Hồ Xung và Nhậm Doanh Doanh đã trở thành một trong những cặp đẹp đôi nhất, có kết thúc đẹp nhất, cùng nhau ngao du giang hồ, ngày ngày tấu khúc Tiếu ngạo giang hồ.

## Những cuộc phiêu lưu của Lệnh Hồ Xung
Mở đầu tiểu thuyết Tiếu ngạo giang hồ, Lệnh Hồ Xung xuống núi Hoa Sơn theo lệnh của Nhạc Bất Quần, vô tình can thiệp bọn Thanh Thành tứ tú khi chúng làm chuyện xấu và kết oán với phái Thanh Thành. Sau đó, Lệnh Hồ Xung lại xả thân cứu Nghi Lâm, tiểu sư thái phái Hằng Sơn khỏi bàn tay dâm ô của Điền Bá Quang nên bị thương nặng và bị La Nhân Kiệt ám hại bị thương gần chết. Đây là khởi nguồn của một tình yêu câm lặng của ni cô Nghi Lâm với anh chàng lãng tử này. Sau đó, may được Khúc Dương và Nghi Lâm dùng thuốc chữa, Lệnh Hồ Xung đã bình phục, và vô tình cứu được vợ chồng Lâm Chấn Nam khỏi tay Mộc Cao Phong và nhận di ngôn của ông truyền cho con mình là Lâm Bình Chi về việc không luyện Tịch tà kiếm pháp.
Trở về Hoa Sơn, Lệnh Hồ Xung bị Nhạc Bất Quần phạt (do vi phạm nhiều môn quy) phải ở trên đỉnh Ngọc Nữ Phong để sám hối. Ở trên đó, vô tình Điền Bá Quang đến giao đấu muốn mang Lệnh Hồ Xung đi, và đã tạo ra cơ duyên cho Lệnh Hồ Xung gặp được thái sư thúc tổ của mình là Phong Thanh Dương, và được ông truyền cho bí kíp kiếm thuật thượng thừa là Độc cô cửu kiếm, đánh bại Điền Bá Quang.
Khi trở lại Hoa Sơn, Lệnh Hồ Xung đã dùng Độc cô cửu kiếm đánh bại cuộc nội loạn của phe kiếm tông (Phong Bất Bình, Thành Bất Ưu..) nhưng lại vô tình bị Thành Bất Ưu ám hại bị thương. Đào cốc lục tiên sáu người đã xé xác Thành Bất Ưu sau đó dùng 6 luồng chân khí trị thương cho chàng, vô tình lại hại chàng, khiến Lệnh Hồ Xung bị nội thương nặng, mất hết nội lực và có nguy cơ mất mạng, Lệnh Hồ Xung sau đó gặp Nghi Lâm và cha cô là Bất Giới Đại Sư, Bất Giới sau đó cũng đã truyền 2 luồng chân khí của ông vào để chế ngự 6 luồng chân khí của Đào cốc lục tiên nhưng cũng không khống chế được bao nhiêu. Thầy trò Nhạc Bất Quần lo ngại Đào cốc lục tiên nên để lại Lệnh Hồ Xung cùng Lục Đại Hữu còn mình dẫn học trò lên Tung Sơn chất vấn Tả Lãnh Thiền. Nhạc Linh San lấy trộm bí kíp Tử hà thần công của cha cho Lệnh Hồ Xung luyện để cứu mạng nhưng chàng đã không luyện, sau đó Lục Đại Hữu bị giết, Tử hà thần công bí kíp bị đánh cắp và Lệnh Hồ Xung bị nghi oan đã lấy trộm bí kíp. Đặc biệt khi Lệnh Hồ Xung dùng Độc cô cửu kiếm lần lượt đánh bại Phong Bất Bình và 15 cao thủ bịt mặt (do phái Tung Sơn sắp đặt) khi đã mất hết nội lực càng khiến cho Nhạc Bất Quần thêm nghi ngờ chàng đã trộm Tử Hà Thần Công
Khi lưu lạc giang hồ, Lệnh Hồ Xung tình cờ quen Nhậm Doanh Doanh. Chàng bày tỏ tấm lòng chân thật của mình với sư phụ, tình yêu trong sáng với tiểu sư muội Nhạc Linh San khiến cho Doanh Doanh cảm mến chàng. Qua Doanh Doanh, hàng loạt kỳ nhân dị sĩ Ma giáo đã kết thân và tìm cách chữa bệnh cho Lệnh Hồ Xung nhưng không thành, thậm chí sự kém hiểu biết về y thuật của họ càng làm cho bệnh của Lệnh Hồ Xung thêm nặng và có nguy cơ mất mạng. Doanh Doanh đã xả thân đem chàng lên Thiếu Lâm tự chấp nhận tùy cho Thiếu Lâm xử trí mình, còn phái Thiếu Lâm sẽ đem Dịch cân kinh cho Lệnh Hồ Xung luyện để cứu mạng chàng (lúc đó Lệnh Hồ Xung bất tỉnh nên không biết). Phương Chứng đại sư tạm chữa trị cho Lệnh Hồ Xung, nhưng buộc chàng phải gia nhập phái Thiếu lâm mới truyền cho Dịch cân kinh. Lệnh Hồ Xung quyết từ chối và bỏ đi. Trên đường đi, chàng đã kết thân với Hướng Vấn Thiên, cùng Hướng Vấn Thiên hành tẩu giang hồ, dùng Độc cô cửu kiếm đánh bại Giang Nam tứ hữu, vô tình cứu Nhậm Ngã Hành đang bị giam dưới hắc lao Tây Hồ, vô tình luyện Hấp tinh đại pháp và lấy lại được nội công. Tiếp tục lang thang giang hồ, Lệnh Hồ Xung đã bí mật giải cứu phái Hằng Sơn, cùng các vị sư thái Hằng Sơn lật bộ mặt gian trá hiểm ác của phái Tung Sơn với âm mưu tiêu diệt Hằng Sơn.
Sau đó, Lệnh Hồ Xung dẫn đầu quần hùng lên Thiếu Lâm tự cứu Nhậm Doanh Doanh, trên đường đi đánh bại Xung Hư, trưởng môn phái Võ Đang, lên Thiếu Lâm tự và chứng kiến cái chết của hai vị sư thái phái Hằng Sơn, nhận lời di ngôn của họ làm trưởng môn phái Hằng Sơn. Cũng ở tại Thiếu Lâm tự, Lệnh Hồ Xung vô tình dùng Độc cô cửu kiếm đánh bại Nhạc Bất Quần. Xuống núi, chàng giúp Nhậm Ngã Hành tiêu diệt Đông Phương Bất Bại, giành ngôi giáo chủ Nhật Nguyệt thần giáo, nhưng từ chối đề nghị gia nhập giáo phái này để trở về tiếp nhiệm chưởng môn Hằng Sơn sau khi đính ước với Doanh Doanh. Sau khi chấn chỉnh lại phái Hằng Sơn, được sự động viên của Phương Chứng đại sư (phái Thiếu Lâm) và Xung Hư (đạo trưởng phái Võ Đang), Lệnh Hồ Xung đã nhận ra âm mưu của Tả Lãnh Thiền phái Tung Sơn và quyết ngăn cản âm mưu thao túng Ngũ Nhạc kiếm phái của hắn. Nhưng ở đại hội hợp nhất, Lệnh Hồ Xung vì tình riêng đã tự chịu thua Nhạc Linh San, đồng thời bị nàng đâm trọng thương, để ngôi minh chủ Ngũ nhạc phái rơi vào tay Nhạc Bất Quần sau khi Nhạc Bất Quần dùng Tịch tà kiếm pháp đánh bại Tả Lãnh Thiền. Trên đường về Hằng Sơn, khi ngầm theo dõi giúp đỡ vợ chồng Lâm Bình Chi, Nhạc Linh San, chàng chứng kiến Lâm Bình Chi giết chết Dư Thượng Hải, Mộc Cao Phong và cả Nhạc Linh San. Sau đó, Lệnh Hồ Xung cùng Doanh Doanh gặp lại vợ chồng Nhạc Bất Quần, và lần này chàng đã dùng Độc cô cửu kiếm đánh bại Tịch tà kiếp pháp của Nhạc Bất Quần, đồng thời chứng kiến vợ Nhạc Bất Quần là Ninh Trung Tắc tự sát sau khi bà hiểu rõ bộ mặt thật của chồng.
Khi trở lại Hằng Sơn, Lệnh Hồ Xung giúp vợ chồng Bất Giới hòa thượng (cha đẻ của Nghi Lâm) đoàn tụ, nhưng phát hiện ra Nhạc Bất Quần đã bắt cóc toàn bộ các sư thái Hằng Sơn, cả hai đuổi theo lên Hoa Sơn và bị lạc nhau trong hậu động bít kín. Cả hai đoàn tụ nhau sau khi tiêu diệt bọn Tả Lãnh Thiền có âm mưu giết các anh hùng trong bóng đêm. Thoát khỏi động, cả hai lại bị Nhạc Bất Quần đặt bẫy bắt, sau đó lại may mắn thoát chết nhờ Nghi Lâm giết chết Nhạc Bất Quần, và cũng qua đó họ hiểu ra Nhạc Bất Quần chính là kẻ giết các vị sư thái Hằng Sơn.
Đoạn cuối, Nhậm Ngã Hành tuyên chiến với Hằng Sơn, Lệnh Hồ Xung trở về cùng võ lâm chống lại âm mưu tiêu diệt võ lâm của Nhậm Ngã Hành và được bầu làm minh chủ. Phương Chứng đại sư vì đại cuộc đã phá lệ ngấm ngầm truyền Dịch cân kinh cho Lệnh Hồ Xung để chàng thoát khỏi sự hành hạ của các luồng chân khí trong người, cùng quần hùng chuẩn bị mưu kế để chống lại Nhậm Ngã Hành. Tuy nhiên, Nhậm Ngã Hành đến phút chót đã chết đột ngột do chính các luồng chân khí mà mình hút được. Doanh Doanh được suy tôn làm giáo chủ, nàng đã trở lại giảng hòa với các môn phái, đem lại hòa bình cho võ lâm, rồi truyền lại chức giáo chủ Nhật Nguyệt thần giáo cho Hướng Vấn Thiên. Sau đó cùng Lệnh Hồ Xung kết duyên chồng vợ, ngày ngày cùng nhau tấu khúc Tiếu ngạo giang hồ.

## Ngoại hình và tính cách
Tác giả Kim Dung không miêu tả nhiều về nam chính của Tiếu Ngạo Giang Hồ, chỉ khái quát như thế này: "Mặt chữ điền, mày kiếm môi mỏng, anh tuấn". Đường đường là một chàng hiệp khách mà được Kim Dung khen anh tuấn thì ngoại hình của Lệnh Hồ Xung dĩ nhiên chẳng hề tầm thường. Nếu không, "thánh cô" Nhậm Doanh Doanh đâu si mê chàng đến thế.
Lệnh Hồ Xung, đại đệ tử phái Hoa Sơn, một nhân vật được mô tả là "lãng tử vô hạnh, thanh danh tàn tạ". Phái Hoa Sơn nổi tiếng về sự nghiêm khắc giữ gìn thanh quy giới luật nhưng khi cao hứng lên, Lệnh Hồ Xung sẵn sàng bỏ tất cả ra sau gáy. Anh đánh bạc với bọn du thủ, uống rượu xai quyền cùng anh em giang hồ hào sĩ, đánh cho bọn đệ tử Thanh Thành phải "thí cổ hướng hậu bình sa lạc nhạn" (chổng đít ra sau tan tác như nhạn rơi bãi cát).
Bị mụ ni cô - vợ của Bất Giới hoà thượng, mẹ của ni cô Nghi Lâm - cạo đầu và suýt bị thiến vì từ chối tình yêu của Nghi Lâm, Lệnh Hồ Xung đã 'trả thù" hết sức ngộ nghĩnh.
Anh hướng dẫn cho Bất Giới đại sư cách điểm huyệt mụ, đưa mụ vào nhà khách và... cởi quần áo mụ ra làm sao mụ còn chạy thoát khỏi tay Bất Giới. Học được kinh nghiệm quái chiêu đó, Bất Giới đã quỳ xuống lạy Lệnh Hồ Xung, xưng tụng là Lệnh Hồ sư phụ, thậm chí là Lệnh Hồ gia gia!
Lệnh Hồ Xung học kiếm pháp Hoa Sơn với Nhạc Bất Quần, một cái nhấc chân hay một cái cất tay đều đúng bộ vị, thước tấc. Cho đến khi nhân vật này được học kiếm pháp với Phong Thanh Dương, lãnh hội ý nghĩa sâu sắc trong lời dạy của lão: "Người sử kiếm chứ không phải kiếm sử người, cứ như nước chảy mây trôi mà sử kiếm" thì hắn mừng như điên. Ấy bởi vì Lệnh Hồ Xung biết mình đang tiếp cận với tự do, cái tự do mà một tên lãng tử vô hạnh như hắn cần phải có. Khi hắn yêu Nhạc Linh San thì tình yêu đó nhắc hắn nghĩ tới công danh, địa vị sau này. Nhạc Linh San là con một, Nhạc Bất Quần không có con trai; sau này khi lão trăm tuổi, ngôi vị chưởng môn chắc chắn được trao lại cho Lệnh Hồ Xung. Nhưng làm chưởng môn phái Hoa Sơn hay tự do ngao du, tiếu ngạo giang hồ là khoái hoạt hơn? Lệnh Hồ Xung chọn cái thứ hai. Đến khi gặp Nhậm Doanh Doanh, nhận ra ở cô gái này tinh thần yêu tự do tuyệt đối thì hắn mới thật sự tìm ra nguồn hạnh phúc cho đời sống. Khúc Tiếu ngạo giang hồ là một khúc hoà tấu tự do, trong tay Khúc Dương và Lưu Chính Phong nghe ra vẫn còn chất binh đao sát phạt, buồn lo uất hận nhưng trong tay Doanh Doanh và Lệnh Hồ Xung thì ấm áp xuân tình, hoà bình trung chính. Chính trạng thái tự do hay mất tự do của tinh thần đã quyết định bản chất của điệu thức, của âm thanh.
Cuối bộ Tiếu ngạo giang hồ, Lệnh Hồ Xung từ chức chưởng môn phái Hằng Sơn; Doanh Doanh không làm giáo chủ Triêu Dương thần giáo; hai người dắt tay nhau tiếu ngạo giang hồ. Cuộc sống tự do hấp dẫn họ hơn mọi quyền lực. Đúng ra, đứng trên đỉnh cao quyền lực, họ cũng được tự do hành động nhưng bản chất hành động ấy luôn hướng về một mục đích, nghĩa là họ không còn được hành động một cách tự do nữa.

## Nhận xét
Trong phim Tiếu ngạo giang hồ năm 1984 do Châu Nhuận Phát đóng, có nhân vật đã nói: Lệnh Hồ Xung về kiếm pháp có thể đứng thứ nhì, nhưng về tửu pháp thì phải là nhất.
Kim Dung từng nhận xét một Lệnh Hồ Xung mà ông miêu tả phải "bộc phát hơn Dương Quá, khí thế hơn Vi Tiểu Bảo và phóng khoáng hơn Tiêu Phong".
Nhà thơ, dịch giả Nguyễn Tôn Nhan cảm khái về Lệnh Hồ Xung:
"Giang hồ đen trắng thị phi
Chính tà, chìm lắng trong ly rượu nồng
Bước chân lãng tử phiêu bồng"

## Chuyển thể

### Phim truyền hình
| Năm  | Hãng sản xuất                 | Diễn viên đóng Lệnh Hồ Xung | Diễn viên đóng Nhậm Doanh Doanh | Tên phim tiếng Anh                            | Tên phim tiếng Việt |
| ---- | ----------------------------- | --------------------------- | ------------------------------- | --------------------------------------------- | ------------------- |
| 1984 | TVB (Hồng Kông)               | Châu Nhuận Phát             | Trần Tú Châu                    | The Smiling, Proud Wanderer                   | Tiếu ngạo giang hồ  |
| 1996 | TVB (Hồng Kông)               | Lữ Tụng Hiền                | Lương Bội Linh                  | State of Divinity                             | Tiếu ngạo giang hồ  |
| 2000 | CTV (Đài Loan)                | Nhậm Hiền Tề                | Viên Vịnh Nghi                  | State of Divinity                             | Tiếu ngạo giang hồ  |
| 2000 | MediaCorp (Singapore)         | Mã Cảnh Đào                 | Phạm Văn Phương                 | The Legendary Swordsman                       | Tiếu ngạo giang hồ  |
| 2001 | CCTV (Trung Quốc)             | Lý Á Bằng                   | Hứa Tịnh                        | Laughing in the Wind Blood Cold and Proud Hot | Tiếu ngạo giang hồ  |
| 2013 | Hãng phim Hoa Hạ (Trung Quốc) | Hoắc Kiến Hoa               | Viên San San                    | Swordsman                                     | Tiếu ngạo giang hồ  |

### Điện ảnh
| Năm  | Hãng sản xuất             | Lệnh Hồ Xung  | Nhậm Doanh Doanh | Tên phim tiếng Anh | Tên phim tiếng Việt                      |
| ---- | ------------------------- | ------------- | ---------------- | ------------------ | ---------------------------------------- |
| 1978 | Shaw Brothers (Hong Kong) | Wong Yu       | Shi Si           | The Proud Youth    |                                          |
| 1991 |                           | Hứa Quán Kiệt | Trương Mẫn       | The Swordsman      | Tiếu ngạo giang hồ                       |
| 1992 |                           | Lý Liên Kiệt  | Quan Chi Lâm     | The Swordsman II   | Tiếu ngạo giang hồ: Đông Phương Bất Bại  |
| 1993 | Từ Khắc                   |               | Vương Tổ Hiền    | The East Is Red    | Đông Phương Bất Bại - Phong vân tái khởi |